# Gresèls
Gresèls (en francès Grézels) és un municipi francès situat al departament de l'Òlt i a la regió d'Occitània.
El municipi té Gresèls com a capital administrativa, i també compta amb els agregats de Corrèg, Sent Joan, lo Puèg Ugon i lo Pòrt.

## Demografia
| 1962                                       | 1968 | 1975 | 1982 | 1990 | 1999 | 2007 |
| ------------------------------------------ | ---- | ---- | ---- | ---- | ---- | ---- |
| 264                                        | 275  | 235  | 255  | 243  | 265  | 221  |
| Des de 1962: població sense dobles comptes |      |      |      |      |      |      |

## Administració
| Període | Identitat      | Partit |
| ------- | -------------- | ------ |
| 2001-   | Pierre Carrier |        |